# エヌドアーズエンターテインメント
株式会社エヌドアーズエンターテインメント (NDOORS Entertainment Inc.) は、韓国にあるオンラインゲーム会社Ndoors Corporationの日本法人である。

## 年表
- 2005年12月28日、株式会社ゲームポットを運営会社として「君主online」日本オープンベータ
- 2006年3月31日、「君主online」正式サービス開始
- 2008年4月8日、日本法人設立
- 2008年6月1日、新宿御苑前オフィス移転
- 2008年7月1日、君主onlineの公式運営開始
  - 株式会社ゲームポット、NHN Japan、株式会社ガマニアデジタルエンターテインメントとチャンネリング契約締結
- 2008年11月13日、ネクソンジャパンと「君主online」チャンネリング契約締結
- 2009年7月29日、「LIENS Online」クローズβサービス開始
- 2009年8月12日、「LIENS Online」先行オープンβサービス開始
- 2009年9月16日、「LIENS Online」正式サービス開始
- 2009年11月1日、事業拡張のため新オフィスに移転
- 2010年1月1日、「CORUM ONLINE」運営移管開始
- 2010年1月3日、「CORUM ONLINE」プレオープン開始
- 2010年1月7日、「CORUM ONLINE」正式サービス開始
- 2010年5月3日、NEXON Corporationよる韓国Ndoors買収に伴いNEXON傘下に編入
- 2010年12月15日、ネクソンに吸収合併して子会社となり、運営していたタイトルをネクソンへ移管

## 運営していたタイトル
- 君主online
- LIENS Online
- CORUM ONLINE
- 戦略三国志